# Josef Öller
Josef Öller (* 27. September 1949 in Burgkirchen; † 23. April 2008 in Salzburg) war ein oberösterreichischer sozialdemokratischer Politiker und Landtagsabgeordneter. Er war Bürgermeister der Stadt Mattighofen.
Öller absolvierte acht Jahre Volksschule und war dann sechs Jahre lang berufstätig. Im zweiten Bildungsweg absolvierte er an der Pädagogischen Akademie die Matura. Er war von 1991 bis 1997 Stadtratsmitglied und seit 1997 Bürgermeister von Mattighofen. Seit 23. Oktober 2003 war Josef Öller Abgeordneter zum oberösterreichischen Landtag, war Mitglied  im Bauausschuss, Kulturausschuss und Kontrollausschuss.
Öller hatte zwei Kinder mit seiner Frau Silvia. 
Am 23. April 2008 erlag Öller einem Herzversagen.